# Beijing Automobile Works
Beijing Automobile Works Co. (кит. 北京汽车制造厂有限公司) — китайская автомобилестроительная компания. Beijing Automobile Works была основана в 1958 году и стала второй автомобилестроительной компанией в Китае. В 2001 году она слилась с автосборочным цехом Beijing и была образована корпорация Beijing Automobile Works Co., Ltd (BAW). В 2010-2020 годах входила в состав государственной компании BAIC Group.

## История
В 2010-2020 годах входила в состав государственной компании BAIC Group, в апреле 2023 года перешла под контроль частного конгломерата Shandong Weiqiao Pioneering Group, при этом права на исторический бренд Beijing и аббревиатура BJ, ранее принадлежавшие BAW, в итоге отошли BAIC.
На 2023 год линейка бренда BAW включает в себя лишь субкомпактный трёхдверный электрокар BAW Yuanbao, минивэн BAW Ace M7 и пикап BAW Calories.

## В России
В России компания BAW известна в первую очередь за счет коммерческого транспорта — в 2006 году в Ульяновске было организовано сборочное производство «BAW-RUS Motor Corporation», в 2011 году построен завод, осуществлялась сборка микрогрузовика BAW Fenix (лицензионный Isuzu N), при этом к 2015 году степень локализации грузовика составляла 63 % и ожидалось доведение локализации до 82 %, в 2011 году на платформе этого грузовика специально для России была разработана модель автобуса BAW Street. Однако, в 2015 году произошёл резкий спад продаж, за первое полугодие 2016 года было продано только 100 грузовиков, в 2017 году лишь 91 автомобиль, и компания в 2017 году была обанкрочена, а завод в 2018 году перешёл к SIMAZ выпускающей автобусы на шасси Isuzu.
В феврале 2023 года переговоры о поставках машин BAW вёл российский дилер «Рольф».
В августе 2023 на заводе в Брянске компанией «БН-Моторс» (BNM, Build New Mobility) запущено производство лёгких грузовиков категории N1 — автомобилей BAW Worker с однорядной и двухрядной кабиной. В Китае они обозначаются как 鲸卡, что обычно переводится в англоязычных материалах как Whale Card; на роcсийском рынке они будут представлены как Worker I и Worker II. Модификации Т6 и Т7 различаются шириной грузовой платформы и колёсной базой, в обеих модификациях возможна однорядная или двухрядная кабина. Грузовики были продемонстрированы в Москве на выставках MIMS и Comtrans в августе-сентябре 2023 года.